# 동진전략
동진전략 또는 동진정책은 3당 합당이후 영남에서 지지층을 상실한 민주당계 정당이 영남의 지지층과 의석을 재확보하기 위한 전략을 말한다.

## 김대중의 동진 시도
김대중은 대구경북을 중심으로 영남에 진출하기 위해 DJP연합을 하고 대구 밀라노 프로젝트 사업을 추진했지만 대한민국 제16대 국회의원 선거에서 김중권이 19표차로 낙선하고 엄삼탁도 낙선하고 부산에 출마한 노무현도 낙선하며 실패한다.

## 노무현 이후 동진
김해시 출신의 노무현이 대선후보가 되면 영남표를 상당히 흡수해서 한나라당 이회창을 꺾고 대한민국 제16대 대통령 선거에서 당선될 수 있다는 것이 알려지자 새천년민주당에서는 노풍이 불었다.
노무현은 자갈치아줌마라는 별명으로 불린 부산 자갈치시장의 상인 이일순을 찬조연설 방송에 나오게 하는 등 부울경 지역 표 확보를 위해 노력했다.
대한민국 제17대 국회의원 선거에서 열린우리당은 김해갑을, 사하구을, 울주군에서 당선자를 냈고 진보정당은 창원시 을, 울산 북구에서 당선자를 낸다. 그러나 김맹곤이 당선무효가 되면서 김해갑 선거구를 한나라당에 뺏기고, 열린우리당이 분열되면서 울주군 강길부 의원이 탈당하였다.
2008년 총선에서 통합민주당은 전국적으로는 몰락했지만 사하구을과 김해을에 의석을 유지했다.
노무현 사후 2010 지방선거에서 민주당이 지원한 김두관이 경상남도지사에 당선됐고, 김해시장도 배출하였다.
그러나 김해을의 최철국이 당선무효가 되었고 재보선에서 국민참여당의 이봉수가 낙선했다. 또한 김두관은 2012년 대선에 출마한다며 경상남도지사직을 사퇴했다.
2012년 총선에서 민주당은 낙동강 벨트를 적극 공략해 김해갑을 탈환하고 사상구와 사하구을에 당선자를 냈다.
그리고 대선에서 문재인은 부울경에서 약 40%의 득표율을 거뒀다.
2014년 지방선거에서 새정치민주연합이 지원한 무소속 오거돈 부산시장 후보가 근소한 차이로 낙선했고 새정치민주연합 경남도지사 후보는 경남 일부 지역(창원 성산구와 김해시)에서 새누리당보다 많은 득표를 했다.
2015년에 문재인 대표는 울산광역시에도 당선자를 내도록 하겠다고 밝혔다.
대한민국 제20대 국회의원 선거에서 더불어민주당은 PK에서 8석을 배출하고 대구광역시에서 김부겸을 당선시켰다. 또한 낙동강과 떨어져 있는 지역에서도 3명의 당선자를 배출하였다.
2017년 대한민국 제19대 대통령 선거에서 문재인 대통령이 부울경에서 평균 37.8% 득표율을 올려 30년 만에 민주 정당 대선 후보로서 1위를 차지했다.
2018년 제7회 전국동시지방선거 때엔 부산광역시장에서 오거돈, 울산광역시장에 송철호, 경상남도지사에 김경수가 당선되어 더불어민주당이 부울경 광역자치단체장을 모두 휩쓸었다. 같은 날 재보궐선거에서 부산광역시 해운대구 을에 윤준호, 울산광역시 북구에 이상헌, 경상남도 김해시 을에 김정호 후보가 당선되어 영남 전역에 총 12석의 의석을 확보하게 되었다.